# Houdini (Foster the People)
Houdini è un singolo del gruppo indie pop statunitense Foster the People, pubblicato nel 2012 ed estratto dall'album di debutto Torches.

## Tracce
1. Houdini – 3:20

## Formazione
- Mark Foster – voce, piano, sintetizzatore, percussioni
- Gary Grant – tromba
- Mark Pontius – batteria
- Cubbie Fink – basso